# Somatostatine
Somatostatine is een hormoon dat zowel door de hypothalamus als door de alvleesklier (in de deltacellen van de eilandjes van Langerhans) als door de maag (paracrien in de D-cellen) wordt geproduceerd.
Dit hormoon heeft verschillende functies. Het werkt remmend op de afscheiding van groeihormoon, insuline, glucagon, thyreotroop hormoon en op verschillende stoffen die in het spijsverteringsstelsel worden geproduceerd. Het  onderdrukt de productie van maagzuur en vertraagt de lediging van de maag. Het kan bovendien optreden als neurotransmitter.
Het hormoon bestaat uit veertien aminozuren. Het werd door de Amerikaanse wetenschappers Roger  Guillemin en Andrew Schally voor het eerst gesynthetiseerd. Het was het eerste product dat via de recombinant-DNA-techniek werd verkregen; beide wetenschappers ontvingen hiervoor in 1977 de Nobelprijs.